# March (Gemeinden Gutau, St. Oswald)
March ist ein Ort in den Marktgemeinden St. Oswald bei Freistadt und Gutau im Mühlviertel in Oberösterreich.
Zusammen wohnen heute 81 Einwohner in den beiden Teilen von March (Stand: 1. Jänner 2024).

## Geographie
Das Dorf March befindet sich südöstlich von Sankt Oswald. Dieser Teil ist eine eigene Katastralgemeinde und Ortschaft der Gemeinde St. Oswald und hat 34 Einwohner (Stand: 1. Jänner 2024). Südlich daran anschließend befindet sich als Teil der Katastralgemeinde Erdmannsdorf und der Gemeinde Gutau die Streusiedlung March, die 47 Einwohner zählt.

## Geschichte
March wurde im Jahr 1380 als auf der Marich erstmals urkundlich erwähnt.
Nach den Reformen 1848/1849 konstituierte sich Katastralgemeinde March 1850 zur selbständigen Gemeinde. Diese war bis 1868 dem Amtsbezirk Freistadt zugeteilt und danach dem Bezirk Freistadt.